# Баден (винодельческий регион)

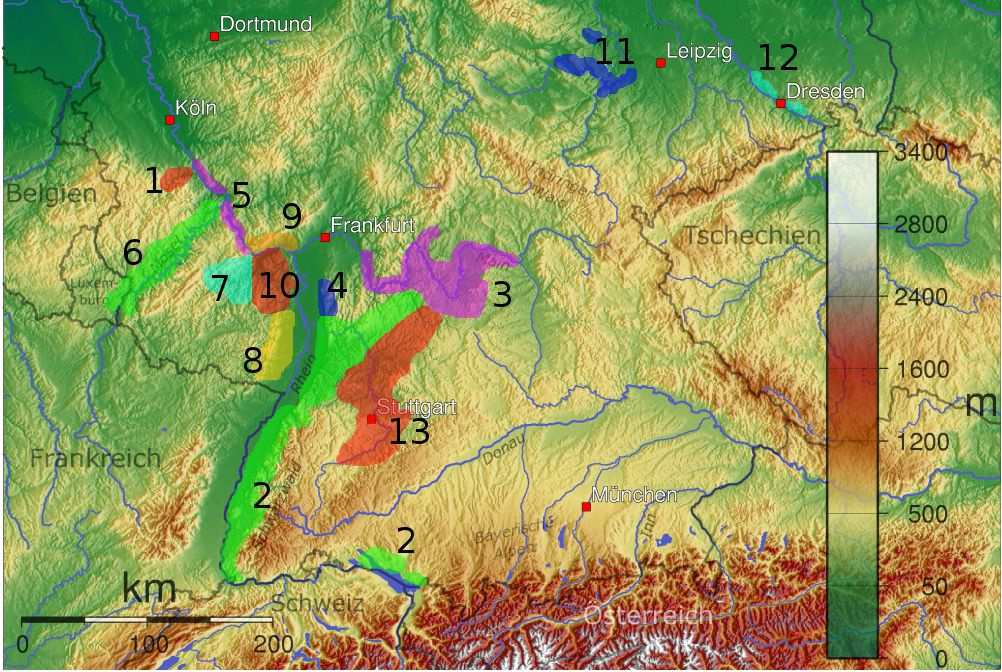
Винодельческий регион Баден обозначен на карте зелёным цветом

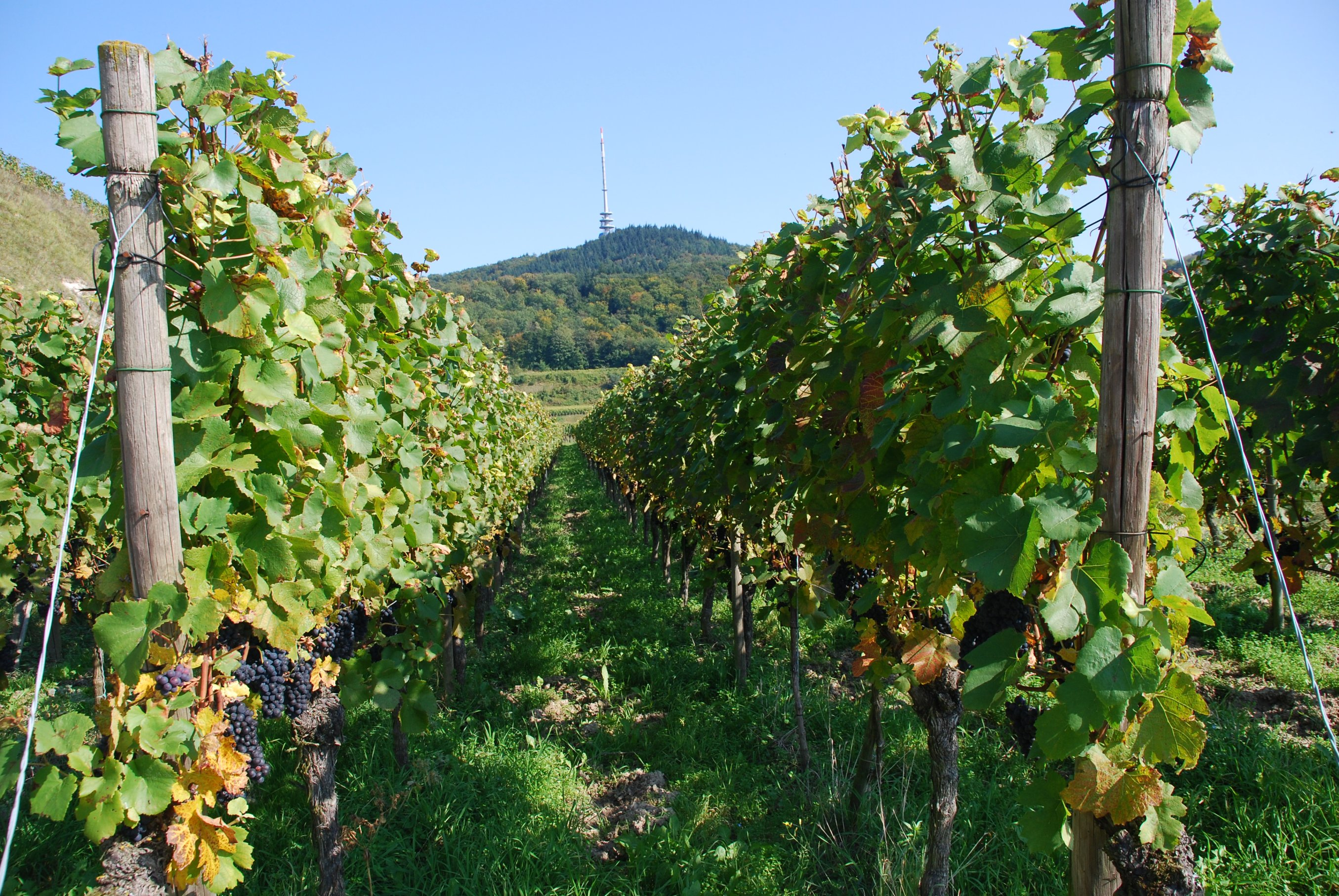
Виноградники в Кайзерштуле

Баден (нем. Weinbaugebiet Baden) — третий по площади и самый южный из 13-ти винодельческих регионов Германии.
Находится на крайнем юго-западе Германии, на территории федеральной земли Баден-Вюртемберг. По состоянию на 2008 год площадь виноградников составляет 15 906 гектаров, или 159 км² (56 % — белые сорта винограда, 44 % — чёрные сорта). Из баденского винограда ежегодно производится в среднем 1,1 миллион гектолитров вина, что делает Баден третьим по значению винодельческим регионом страны. Начиная с 1950 года в регионе избирается «баденская винная королева». 
Баден — единственный немецкий регион, входящий в винодельческую зону «В» Европейского союза, где также состоят французские винодельческие районы Шампань, Эльзас и долина Луары. Наиболее развито виноградарство на таких баденских территориях, как Баденская Бергштрассе, Бодензее, Брейсгау, Ортенау, Крайхгау, Маркгрефлер Ланд, Тауберфранкен, Кайзерштуль и Туниберг.
Для изготовления белого вина в Бадене используются в первую очередь следующие сорта винограда: Grauburgunder, Müller-Thurgau, Bacchus, Gutedel, Kerner, Klingelberger (рислинг), Scheurebe, Muskateller, Nobling, Auxerrois и Weißburgunder. Красное вино изготавливают из винограда сортов Spätburgunder, Regent, Schwarzriesling, Dornfelder.